# Transester (QL)
Transester (QL) é um éster organofósforo utilizada como precursor chave na química orgânica.